# Tytus, Romek i A’Tomek księga I
Tytus, Romek i A’Tomek księga I – pierwszy z serii komiksów „Tytus, Romek i A’Tomek” o przygodach trzech przyjaciół Tytusa, Romka i A’Tomka.
Autorem scenariusza i rysunków jest Henryk Jerzy Chmielewski. Album ten ukazał się w roku 1966 nakładem Wydawnictwa Harcerskiego. Pierwsze wydanie komiksu miało nakład ponad 30 000 egzemplarzy, które rozeszły się w kilka dni. W ramach oszczędności album był drukowany każdy arkusz tylko z jednej strony w kolorach, przez to kolejne strony książeczki są na przemian kolorowe i czarno-białe. Potocznie księga nosi podtytuł Tytus harcerzem.

## Fabuła komiksu
Tytus za namową kolegów z podwórka Romka i A’Tomka postanawia zostać harcerzem. Po zdanym praktycznym egzaminie wyruszają razem na wycieczkę, podczas której gubią drogę i niechcący podczas ucieczki przed intruzem wspinają się na Kasprowy Wierch, potem zwiedzają zamek, w którym straszy. Po powrocie z wycieczki chłopcy podejmują decyzje, że wytrenują Tytusa na mistrza sportowego. Następnie chłopcy podejmują decyzję, iż będą zbierać pieniądze na obóz. Zakładają spółdzielnię „Welodrom”, która naucza jazdy na rowerze, a po jej upadku zakładają punkt usługowy oferujący malowanie ścian i trzepanie dywanów. Po zebraniu środków wyruszają na obóz harcerski, na którym przeżywają kolejne nieprawdopodobne przygody. Na koniec Tytus odbywa bieg harcerski, po którym zostaje pełnoprawnym harcerzem i każe do siebie mówić per druhu Tytusie.

### Różnice w wydaniach
W wydaniu IV (1974) oraz wydaniach zmienionych („wysokich”) V i VI pierwsza strona komiksu została zastąpiona czterema nowymi stronami, z których dowiadujemy się o przypadkowych narodzinach Tytusa z plamy tuszu rozlanego przez Papcia Chmiela. W wydaniach „zmienionych” autor podjął próbę dostosowania treści do aktualnych czasów (np. bohaterowie jadą metrem a nie tramwajem), z czego wycofano się w kolejnych wydaniach. W wydaniu VIII powrócono do oryginalnej pierwszej strony z początkowych wydań, a dodatkowe cztery strony umieszczono po zakończeniu komiksu jako dodatek.

## Kulisy pierwszego wydania
Wiosną 1965 roku Wydawnictwo Harcerskie z dyrektorem Januszem Maruszewskim postanowiło wydać Tytusa w formie książeczkowej (do tej pory ukazywał się tylko w gazecie „Świat Młodych”). Wydawnictwo mogło publikować książki o tematyce harcerskiej, stąd też fabuła pierwszego Tytusa musiał być harcersko-wychowawcza. Poza tym istniała jeszcze obawa, iż pierwszy komiks wydrukowany w wydawnictwie zostanie potraktowany jako akt antysocjalistyczny, a dyrektor straci posadę. Wydawnictwo narzuciło autorowi treść, jaką powinna zawierać książeczka, m.in. bohaterowie muszą być w mundurkach harcerskich, musi być pokazane harcerskie życie obozowe i bieg terenowy, zawierać akcję niewidzialnej ręki, sprawdzić, czy Tytus nadaje się do harcerstwa itp. 
Pierwsze wydanie komiksu zostało wydrukowane w formacie poziomym albumowym, drukowane na maszynie płaskiej. Następne wydania o ponad stutysięcznych nakładach drukowano już na bardziej wydajnych maszynach rotacyjnych. Spowodowało to zmianę formatu komiksu z poziomego na pionowy i konieczność przerysowania przez autora kadrów komiksu od nowa.

## Analiza
Krzysztof Grzegorzewski, analizując serię o Tytusie w kontekście analizy wpływu cenzury i propagandy na twórczość Chmielowskiego, opisał tom jako wpisujący się w "nachalną propagandę PRL-u", aczkolwiek niekiedy też z nią zabawnie bądź groteskowo kontrastujący. Grzegorzewski zauważa, żę "Przygody chłopców opierają się na wartościach i poglądach scharakteryzowanego przez Świdę-Ziembę „pokolenia małej reformy” z czasów „małej stabilizacji” Władysława Gomułki"; akceptują oni wyidealizowaną rzeczywistość, która równocześnie próbują nieco poprawić. A'Tomek jest porównany do idealnego "ZMP-owskiego aktywisty z  pierwszej połowy lat 50. w PRL: całkowicie oddanego sprawie, obowiązkowego, zaangażowanego ideowo".

## Wydania
- wydanie I (1966) – Wydawnictwo Harcerskie, nakład: 30 000 egzemplarzy
- wydanie II (1966) – Wydawnictwo Harcerskie, nakład: 30 000 egzemplarzy
- wydanie III (1970) – Wydawnictwo Harcerskie, nakład: 50 000 egzemplarzy
- wydanie IV (1974) – Wydawnictwo Harcerskie Horyzonty, nakład: 50 000 egzemplarzy
- wydanie V (I zmienione, 1988) – Młodzieżowa Agencja Wydawnicza, nakład: 300 000 egzemplarzy
- wydanie VI (II zmienione, 1991) – Prószyński i S-ka, nakład: 200 000 egzemplarzy
- wydanie VII (wydanie zbiorowe jako Złota księga przygód II, 2002) – Prószyński i S-ka, nakład: 15 000 egzemplarzy
- wydanie VIII (2009) – Prószyński Media
- wydanie IX (2014) – Prószyński Media